# Linaria hybrida
Linaria hybrida är en grobladsväxtart som beskrevs av Philipp Johann Ferdinand Schur. Linaria hybrida ingår i släktet sporrar, och familjen grobladsväxter. Inga underarter finns listade i Catalogue of Life.